# Дизель-молот

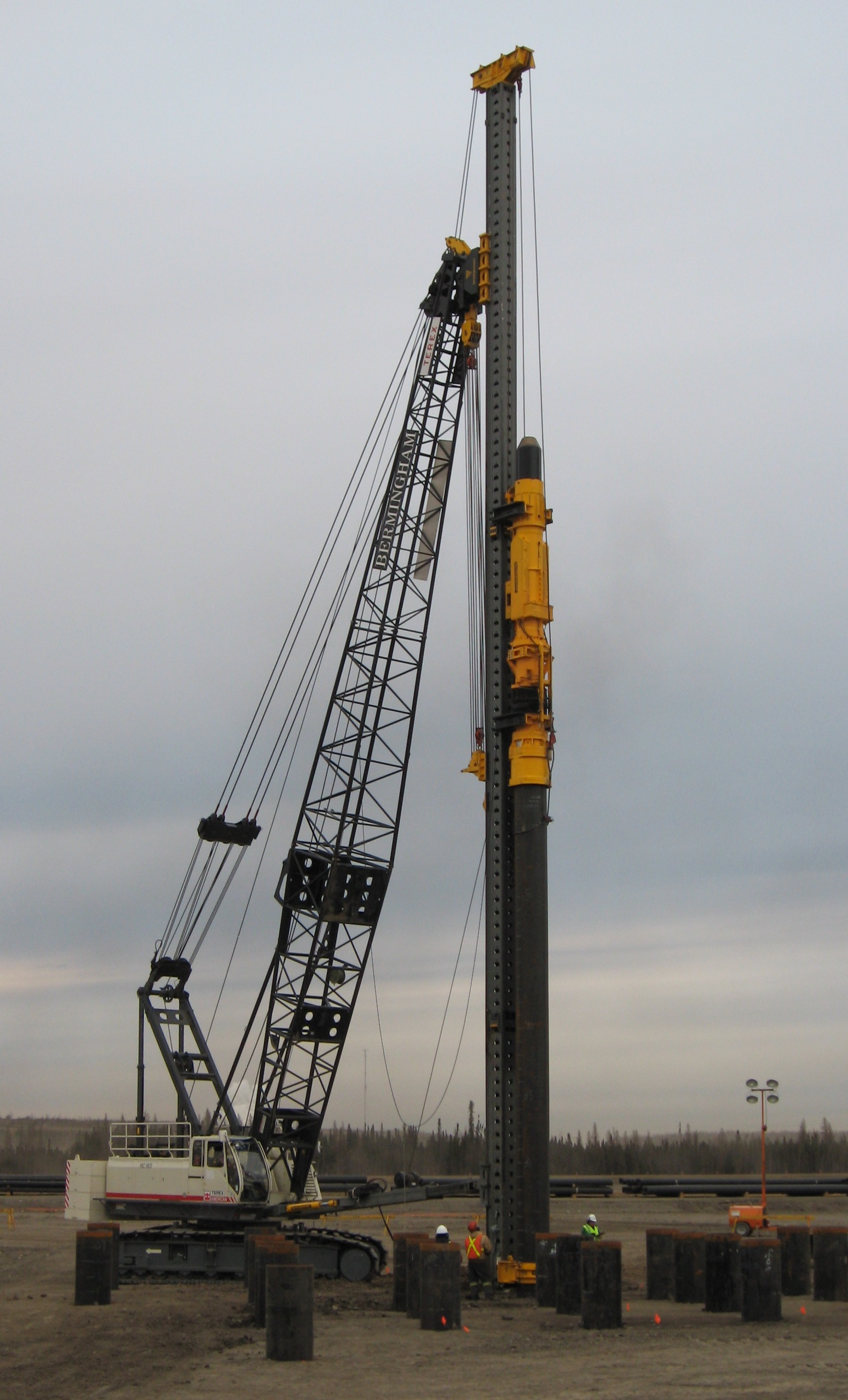
Молот своєбійний дизельний трубчастий.

Ди́зель-мо́лот — пристрій для забивання паль у землю. Принцип дії аналогічний роботі дизельного двигуна. У трубчастому дизель-молоті циліндр встановлюється на верхню частину палі. У циліндрі вгору-вниз рухається баба, що грає роль одночасно поршня і бойка. При русі баби вниз відбувається стиснення повітря, що знаходиться в циліндрі, і подача дозатором палива в лунку шабота, потім при ударі баби по шаботу паливо з лунки дрібно розпорошується (під час упорскування паливо ще не запалюється, тому що в середньому положенні поршня температура повітря ще недостатньо велика).

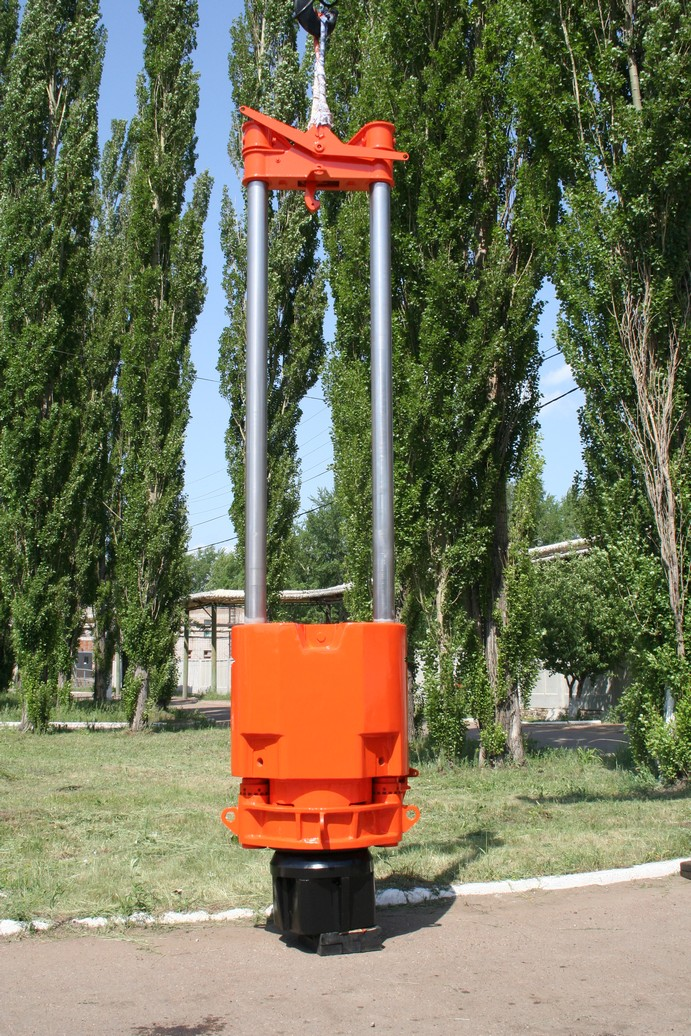
Молот своєбійний дизельний штанговий.

Відбувається займання, оскільки повітря при стиску було сильно нагріте, і газовими силами поршень (тобто баба) відкидається нагору. Таким чином, щоразу вся кінетична енергія баби витрачається на удар, а підйом баби відбувається за рахунок роботи газу. Поблизу верхньої точки відкриваються випускні вікна, якими продукти згоряння виходять атмосферу, та був впускні, якими зовні потрапляє чисте повітря. Вичерпавши енергію підйому баба під впливом своєї ваги починає рух униз, і цикл повторюється.
Дизель-молот пускається підйомом баби у верхнє положення і потім скиданням її зі стопора, але в мороз може знадобитися кілька спроб пуску. Особливістю робочого циклу є низька якість розпилення палива, що призводить до викиду сажі та зниження ККД. Коефіцієнт залишкових газів також великий.
Штанговий дизель-молот відрізняється від описаного трубчастого тим, що ударною частиною (бабою) служить циліндр, а не поршень, і тому маса нерухомої частини менша (це збільшує ефективність). Крім того, у штангових дизель-молотах для розпилення палива використовують спеціальний паливний насос із форсункою, що зменшує викиди сажі при одночасному зростанні потужності при рівних розмірах поршня. Тому останнім часом штангові дизель-молоти витісняють трубчасті.